# Chengdu J-7
Чэнду J-7 (англ. Chengdu J-7; кит. трад. 歼-7) — китайский многоцелевой истребитель, представляющий собой копию советского МиГ-21.
J-7, как и его модификации для экспорта, обозначаются как F-7, со своими литерами.

## История создания и производства
В 1961 году китайское правительство приобрело у СССР лицензию на производство МиГ-21Ф-13 и турбореактивного двигателя Р-11Ф-300. В дополнению к чертежам и технической документации, КНР также получила от Союза ССР несколько готовых модификаций этого истребителя, а также самолёто-комплекты для сборки китайской предсерийной партии истребителей.
Однако, в связи с обострением двухсторонних отношений, лицензии на истребитель и двигатель были отозваны. Впоследствии научно-техническое сотрудничество между Советским Союзом и КНР было прекращено. Это крайне негативно сказалось на освоении новейших истребителей китайской авиапромышленностью.
В 1964 году, несмотря на отсутствие советской научно-технической поддержки и всей необходимой документации, была начата подготовка к серийному производству.
J-7 совершил свой первый полёт 17 января 1966 года.
В июне 1967 года испытания были закончены. По своим лётно-техническим характеристикам F-7 соответствовал МиГ-21Ф-13, кроме несколько меньшей максимальной скорости (2,02 М) и чрезвычайно низкого качества двигателей WP-7 (копия советского Р-11Ф-300), ресурс китайской копии поначалу составлял менее 100 часов.
Производство J-7 было решено развернуть на авиационных заводах в Гуанчжоу, Шэньяне (в настоящее время Shenyang Aircraft Corporation) и Чэнду.
В 1967 году на авиазаводе в Чэнду начался выпуск модификации J-7I, вооружённой двумя 30-мм пушками «Норинко» (копия советской НР-30). Усиление пушечного вооружения истребителя было вызвано как отсутствием УРВВ, так и опытом воздушных боев во Вьетнамской войне. ВВС КНР получили лишь небольшое количество J-7I из-за низкой надёжности двигателей и катапультных кресел.
В 1967 году Албания приобрела 12 единиц F-7A (экспортную модификацию J-7), а в 1968 году Танзании было продано 15 единиц F-7A.
К началу 1970 года, из-за негативных последствий Культурной революции в Китае, производство J-7 было приостановлено. К тому моменту удалось выпустить около 80 единиц J-7 и его модификаций.

## Модификации

### Для НОАК
- J-7 — копия советского МиГ-21Ф-13
- J-7I — первая модификация, отличалась усиленным пушечным вооружением и отсутствием УРВВ
- J-7II — совершил первый полёт 30 декабря 1978 года[3]. Вместо регулируемого воздухозаборника был установлен неподвижный центральный конус. Снижение лётных характеристик было отчасти скомпенсировано модернизацией двигателя WP7B. Тяга двигатель увеличилась на 20 %, с 5100 кгс до 6100 кгс. Ресурс нового двигателя увеличился до 200 часов. Установлено катапультное кресло китайской разработки. Истребитель получил УРВВ PL-2 (копия советской Р-3С).
- J-7IIA — совершил первый полёт 7 марта 1984 года[4]. Истребитель получил модернизированную кабину пилота с усиленным остеклением, новое катапультное кресло, двигатель Liming WP-7BM (с той же тягой, но с меньшей массой и гораздо более надёжный), а также западную авионику.
- J-7IIH (J-7H) — совершил первый полёт в марте 1985 года[5]. Представляет собой версию J-7IIA для нанесения ударов по наземным целям. Принят на вооружение ВВС ВС КНР в 1985 году.
- J-7IIМ — оснащен британской авионикой и новым китайским катапультным креслом HTY-4. Расширилась номенклатура вооружения[6].
- J-7III (J-7C) — истребитель получил новую БРЛС с модернизированной системой управления оружием, новый двигатель WP-13 (с увеличенной тягой до 6620 кгс), дополнительный топливный бак, крыло с четырьмя точками подвески, фонарь кабины с крышкой, откидывающейся на бок и новое катапультное кресло Тип-4, обеспечивающее возможность покидания машины на малой скорости и нулевой высоте. Вместо двух 30-мм пушек было установлено одну двухствольную 23-мм пушку (копию советской ГШ-23Л). Испытания новой модификации были начаты в 1984 году. Серийно производилась в 1991—1996 гг. На вооружение ВВС КНР поступила в 1993 году[7].
- J-7IIIA  — получил БРЛС JL-7A и более мощный двигатель WP-13FI. Имел ракет воздух-воздух Pl-5 и Pl-2[8]
- J-7E — совершил свой первый полёт в 1990 году[9]. Улучшены взлетно-посадочные и летные характеристики истребителя за счёт нового крыла и усовершенствованного двигателя WP-7F с тягой 4400 кгс (6500 кгс на форсаже). В состав вооружения включена новая УРВВ PL-8.
- J-7G — совершил свой первый полёт в 2002 году[10]. Истребитель получил новую СУО на основе БРЛС KLJ-6E Lieying китайского производства (лицензионная копия итальянской Pointer-2500, созданная на базе израильской Elta Electronics EL/M-2001). Поступил на вооружение ВВС КНР в 2004 году. Используется пилотажной группой «Первое августа».
- JJ-7 — учебно-тренировочный[11]

### Экспортные
- F-7B — экспортный вариант J-7II. Способен вести огонь французскими УРВВ малой дальности Matra R550 Magic[3].
- F-7M Airguard — оснащен британской авионикой и катапультным креслом Martin-Baker Mk10L. Расширилась номенклатура вооружения.
- F-7BS — версия для Шри-Ланки: китайская авионика и крыло от F-7M с 4 точками подвески[6].
- F-7Р — версия для Пакистана[12].
- F-7PG — более совершенная версия для Пакистана[13]. Оснащен ТРДФ LMC WP-13F (4400/6500 кгс), БРЛС FIAM Grifo-7 и катапультным креслом Martin-Baker Mk10L. Поступил на вооружение ВВС Пакистана в 2001 году[13].
- F-7MG — экспериментальный истребитель. Первый полёт совершил в 1995 году[14]. Серийно не производился.
- F-7FS — экспериментальный истребитель. Первый полёт совершил 8 июня 1998 года[15]. Серийно не производился.
- F-7MF — экспериментальный истребитель. Первый полёт совершил в 2000 году[16]. Серийно не производился.
- F-7GB — версия J-7G для ВВС Бангладеш (12 F-7GB были поставлены в 2005 году)[10]
- F-7NG — версия J-7G для ВВС Нигерии (12 F-7NG были поставлены в 2006 году)[10]
- F-7NM — версия J-7G для ВВС Намибии (6 F-7NM были поставлены в 2008 году)[10]
- F-7TZ — версия J-7G для ВВС Танзании (5 F-7TZ были поставлены в 2009 году)

## На вооружении
- Бангладеш — 9 единиц F-7MB, 11 единиц F-7BG, 12 единиц F-7BGI, 5 единиц FT-7B, 4 единицы FT-7BG, 4 единицы FT-7BGI на вооружении, по состоянию на 2024 год[17]
- Зимбабве — 7 единиц F-7 и два FT-7 в небоеспособном состоянии, по состоянию на 2024 год[18]
- Китай — 50 единиц J-7, 119 единиц J-7E, 120 единиц J-7G, 50 единиц JJ-7 и 150 единиц JJ-7 на вооружении, по состоянию на 2024 год[19]
- КНДР — 120 единиц МиГ-21/J-7 на вооружении, по состоянию на 2024 год[20]
- Иран — 18 единиц F-7M и 14 единиц JJ-7 на вооружении, по состоянию на 2024 год[21]
- Мьянма — 21 единица F-7 и 11 единиц FT-7 на вооружении, по состоянию на 2024 год[22]
- Намибия — пять F-7NM и два FT-7NG на вооружении, по состоянию на 2024 год[23]
- Нигерия — 10 единиц F-7NI и один FT-7NI на вооружении, по состоянию на 2024 год[24]
- Пакистан — 46 единиц F-7PG и 20 единиц F-7P на вооружении, по состоянию на 2024 год[25]
- Танзания — 9 единиц F-7TN и два FT-7TN на вооружении, по состоянию на 2024 год[26]
- Шри-Ланка — три F-7GS и два FT-7 на вооружении, три F-7BS и один F-7GS на хранении, по состоянию на 2024 год[27]

## Боевое применение
- Угандийско-танзанийская война (1978—1979)[1]
- Китайско-вьетнамская война (1979)[1]
- Ирано-иракская война (1980—1988)[3]
- Гражданская война в Бирме[3]
- Война в Персидском заливе (1991)[3]
- Гражданская война на Шри-Ланке (1983—2009)[6]
- Вторая гражданская война в Судане (1983—2005)[6]